# The Kin
The Kin (También conocida como Lordi's the Kin) estrenada en 2004 en el idioma de Lordi, en idioma finlandés. The Kin está dirigida por Lauri Haukkamaa. Mr. Lordi y los miembros de la banda aparecen como roles secundarios por separado de los otros monstruos, no como una banda.
El rodaje de la película fue originalmente planeada para comenzar en agosto de 2003, pero al estar demasiado ocupados, se comenzó en noviembre de ese año y continuó hasta enero de 2004. El tiempo pasó y se publicó el álbum The Monsterican Dream, por lo que la película fue introducida en el álbum en una edición limitada especial de la primavera de 2004. La película no se creó para la distribución en salas, pero se presentó en Sub dos veces en el año 2004. The Kin también está disponible en el DVD de Lordi de  2006 Market Square Massacre.
La película también se puede ver en You Tube.

## Argumento
La película trata sobre Ana Henderson, quien está escribiendo un libro acerca de los monstruos y fenómenos sobrenaturales. La madre de Anna decide ayudar a su hija a la publicación del libro, sin embargo la madre murió, y el proceso de la publicación del libro sigue su curso. Tras la muerte de la madre de Anna, le deja como herencia la casa de Julia, la hermana de la difunta madre, situada en el campo, junto a un lago y un bosque. Siempre y cuando todas las cosas viejas y los bienes se mantuvieran tal y como estén. 
Al examinar el hermano y la hermana las fotos antiguas encontraron la información por escrito de las imágenes (por ejemplo, el año de publicación) difiere de la realidad. Julie piensa que la madre era olvidadiza y vieja, y que no podía recordar las cosas bien. Anna se encuentra en una situación de ansiedad, y más tarde, cuando están a solas, se encuentra con una vieja caja de cartón, en la cual en el fondo hay un esqueleto de bebé muerto. Anna está aterrorizada e intenta llamar a Julie, pero esta no contesta. Justo cuando Anna termina de teclear la clave para abrir la puerta, Mr. Lordi la hace entrar en un terrible estado de coma.
Al despertar del coma Anna descubre a su madre acostada en el piso de en frente de la estación de tren (aunque estaba muerta). Anna se levanta y abraza a su madre. Al mismo tiempo se escuchan las campanas de salida del tren subterráneo para indicar de que está muerta y su madre viva. La historia es un tanto surrealista, y deja una  pregunta abierta a todos espectadores.

## Protagonistas
| - Amanda Thurman – Anna Henderson - Delia De Giovanni – Julie Henderson - Bruce Marsland – Jonathan - Sirkka Runolinna – Annan äiti - Matti Ruuhonen – Birger Westling - Anna Kaarna – niña - Nick Lovelock – Marty - Tracy Lipp – Portero - Mark Philips – Presentador de las noticias | - Tomi Putaansuu – Mr. Lordi - Jussi Sydänmaa – Amen - Sampsa Astala – Kita - Niko Hurme – Kalma - Erna Siikavirta – Enary |

## Equipo de producción
- Guionista: Lauri Haukkamaa
- Fotografía: Jean-Noel Mustonen
- Edición: Pauliina Punkki
- Grabación: Sebastian Lindholm
- Producción: Leila Lyytikäinen
- Productora: Kinoproduction / BMG
- Empresa distribuidora: Kinoproduction / BMG

## En televisión
- 19 de noviembre de 2004 en (SubTV)
- 27 de diciembre de 2004 en (SubTV)

## Publicaciones
The Kin se encuentra en las siguientes versiones de DVD: 
- Lordi: The Monsterican Dream Limited Edition (2004)
- Lordi: The Kin (promo-DVD 2004)
- Lordi: Market Square Massacre (2006)
- Lordi: Zombilation (2009)